# Almendannelse
Almen dannelse er et begreb, der bruges om en bestemt helhed af viden, færdigheder og holdninger. Helheden er afgrænset af det, som de toneangivende i samfundet til enhver tid betragter som det nødvendige minimum for at kunne begå sig. Derfor er begrebet også under konstant forandring, selv om man ofte fastholder det som en fast, kulturbærende grundstamme i personlighedsdannelsen.
Almendannelsen er den del af dannelsen, der ikke er specifik faglig orienteret. Dr.phil. i almendannelse Harry Haue har beskrevet almendannelse således: "at man giver den enkelte mulighed for at udvikle en personlig myndighed, der sætter vedkommende i stand til at reflektere over sit eget forhold til sine medmennesker, natur og samfund."